# NGC 2172
NGC 2172 (другое обозначение — ESO 57-SC65) — рассеянное скопление в созвездии Золотая Рыба.
Этот объект входит в число перечисленных в оригинальной редакции «Нового общего каталога».
Является скоплением со средней светимостью и со средней концентрацией звёзд. NGC 2172 не содержит цефеид. При переходе от внутренних областей к внешним количество звёзд, находящихся на главной последовательности в скоплении уменьшается.